# Hans Baldung
Hans Baldung Grien (ur. 1484 lub 1485 w Schwäbisch Gmünd (?), zm. we wrześniu 1545 w Strasburgu) – niemiecki malarz renesansowy.

## Życiorys
Około 1490 r. Baldungowie osiedlili się w Strasburgu. W latach 1498 – 1502 Hans Baldung uczył się malarstwa w pracowni któregoś z uczniów Martina Schongauera. W roku 1503 młody malarz udał się do Norymbergi, do pracowni Albrechta Dürera. W roku 1507 malarz wyjechał do Halle, gdzie wykonał dwa malowidła ołtarzowe. Do Strasburga powrócił w 1509, stał się jego pełnoprawnym obywatelem i ożenił się z Margaretą Herlin. W roku 1515 został członkiem Wielkiej Rady. Miał wiele zamówień i osiągnął znaczny sukces artystyczny i materialny. Zmarł w Strasburgu w roku 1545.
"W kształtowaniu się osobowości Baldunga ważną rolę odegrało środowisko humanistów i intelektualistów, z którego się wywodził, a także fakt, iż od tegoż właśnie środowiska otrzymywał zamówienia" (H. Olbriich, 1973).
"Mimo że w początkowym okresie twórczości pozostawał pod wpływem swojego mistrza Dürera, a później – w latach 1512-1516 – Grünewalda, (...) Baldung posiada bardzo osobisty styl, który z czasem nabierze manierystycznego charakteru" Frank Muller, 1996.

## Obrazy
- Śmierć i dziewczyna –  ok. 1510, Muzeum Historii Sztuki w Wiedniu
- Lupsus humani genaris –  1511, National Gallery of Art, Waszyngton
- Ewa, wąż i śmierć –  1510-12, Gallery of Canada, Ottawa
- Ołtarz główny katedry Najświętszej Marii Panny we Fryburgu Bryzgowijskim – 1512 – 1516 Katedra Najświętszej Marii Panny we Fryburgu Bryzgowijskim
- Czarownice –  ok. 1514, Albertina Collection, Wiedeń
- Cud kwiatowy świętej Doroty – 1516, olej na desce, 78 x 60,9, Galeria Narodowa w Pradze
- Śmierć i dziewczyna –  1517, Kunstmuseum, Bazylea
- Śmierć i dziewczyna –  1520-25, Kunstmuseum, Bazylea
- Dwie czarownice - 1523, Städel Museum, Frankfurt nad Menem
- Mucjusz Scewola – 1531, deska 98 x 68 cm, Galeria Obrazów Starych Mistrzów w Dreźnie
- Siedem etapów życia kobiety – 1544, Museum der Bildenden Künste, Lipsk
- Trzy wieki życia kobiety i śmierci[2] –  1540-43, Prado, Madryt
- Pyram i Tyzbe –  XVI w.

## Galeria

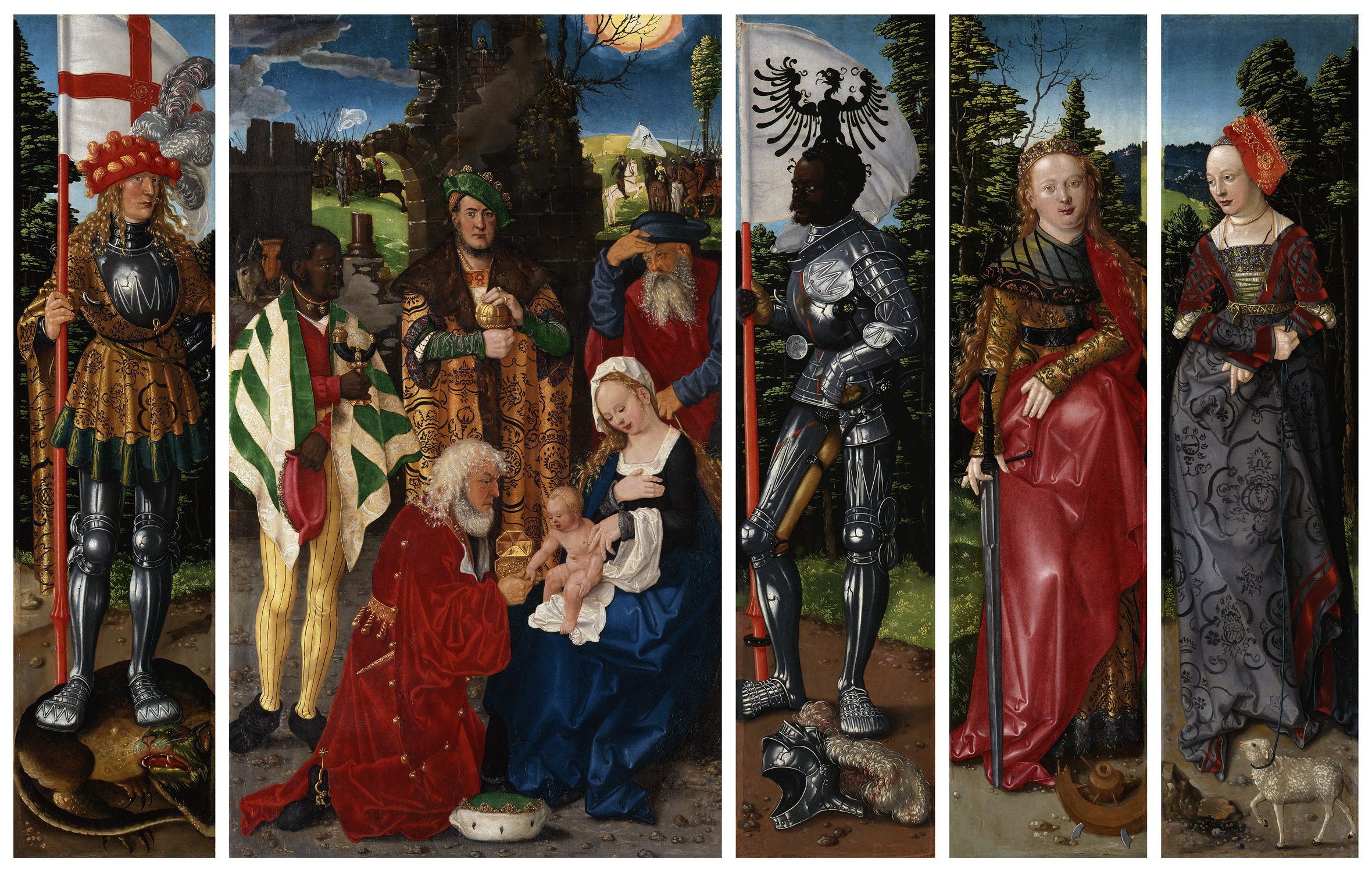
Ołtarz Trzech Króli, 1506
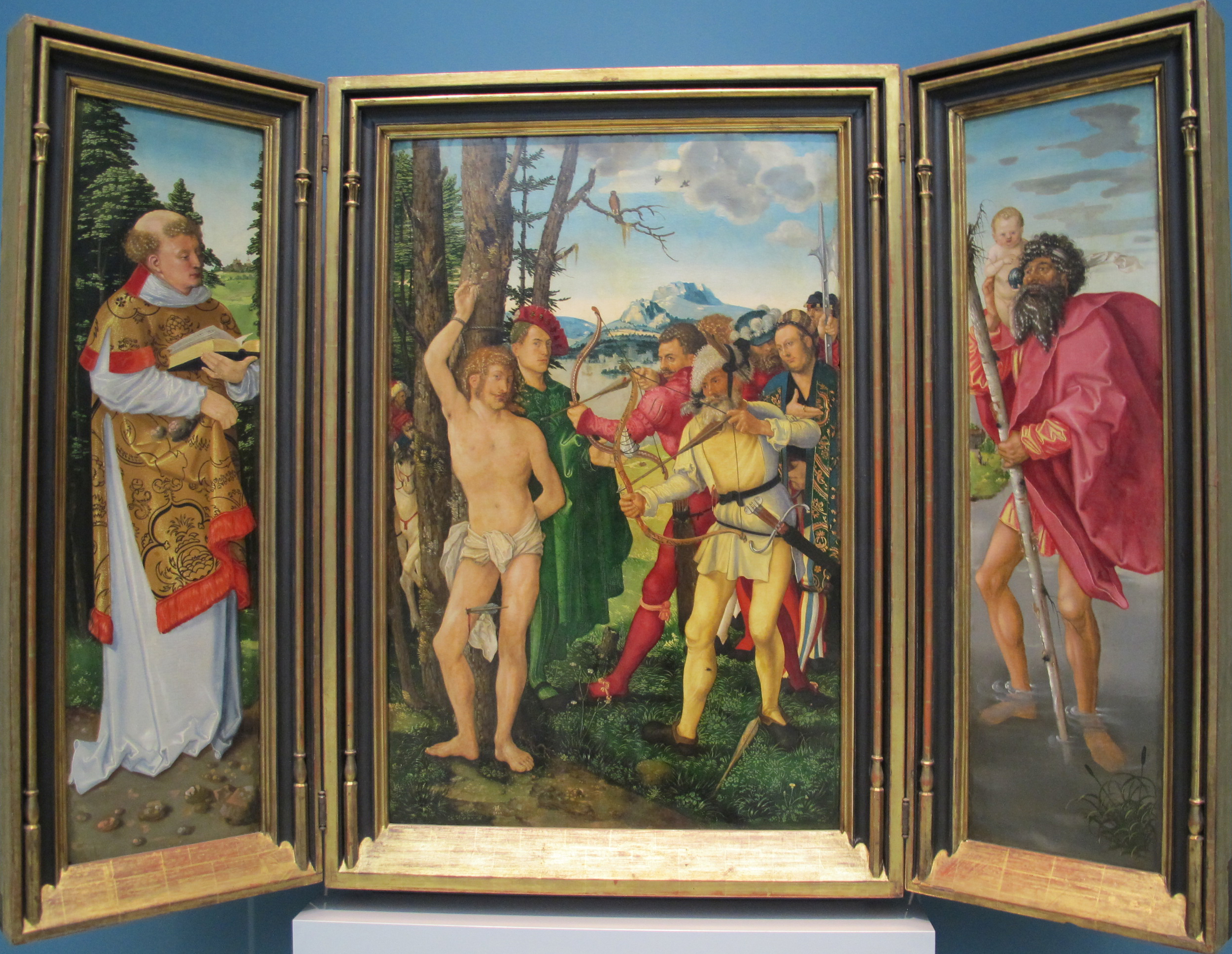
Tryptyk Męczeństwo św. Sebastiana, 1507
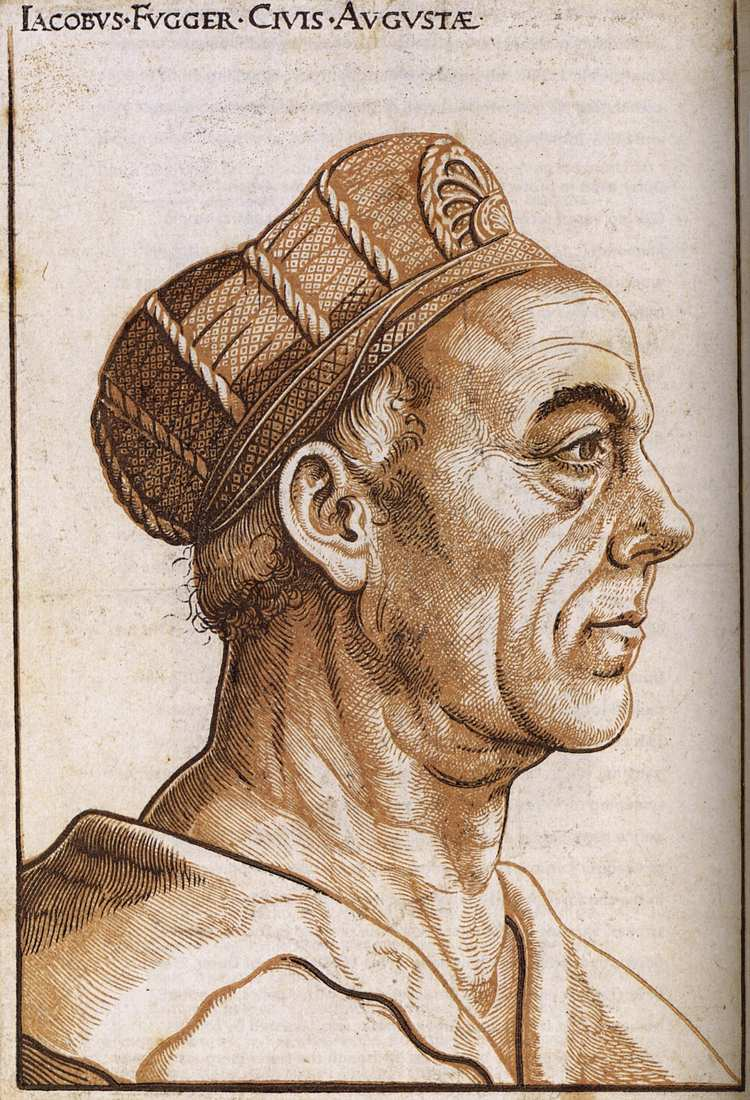
Portret Jakoba Fuggera, drzeworyt, między 1510 a 1512
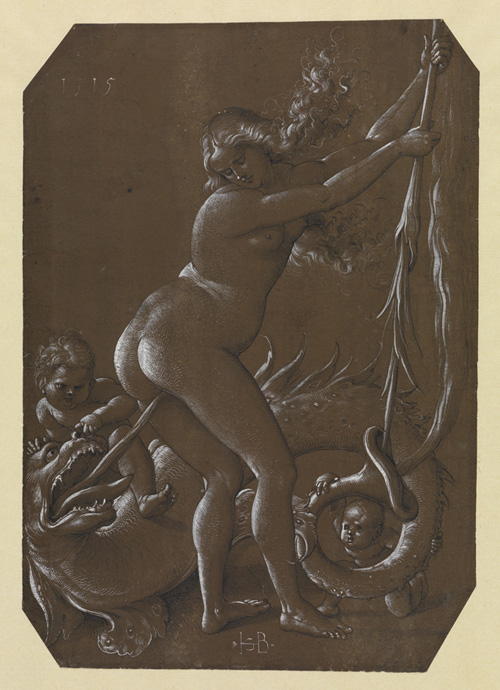
Młoda wiedźma i smok, rysunek, 1512
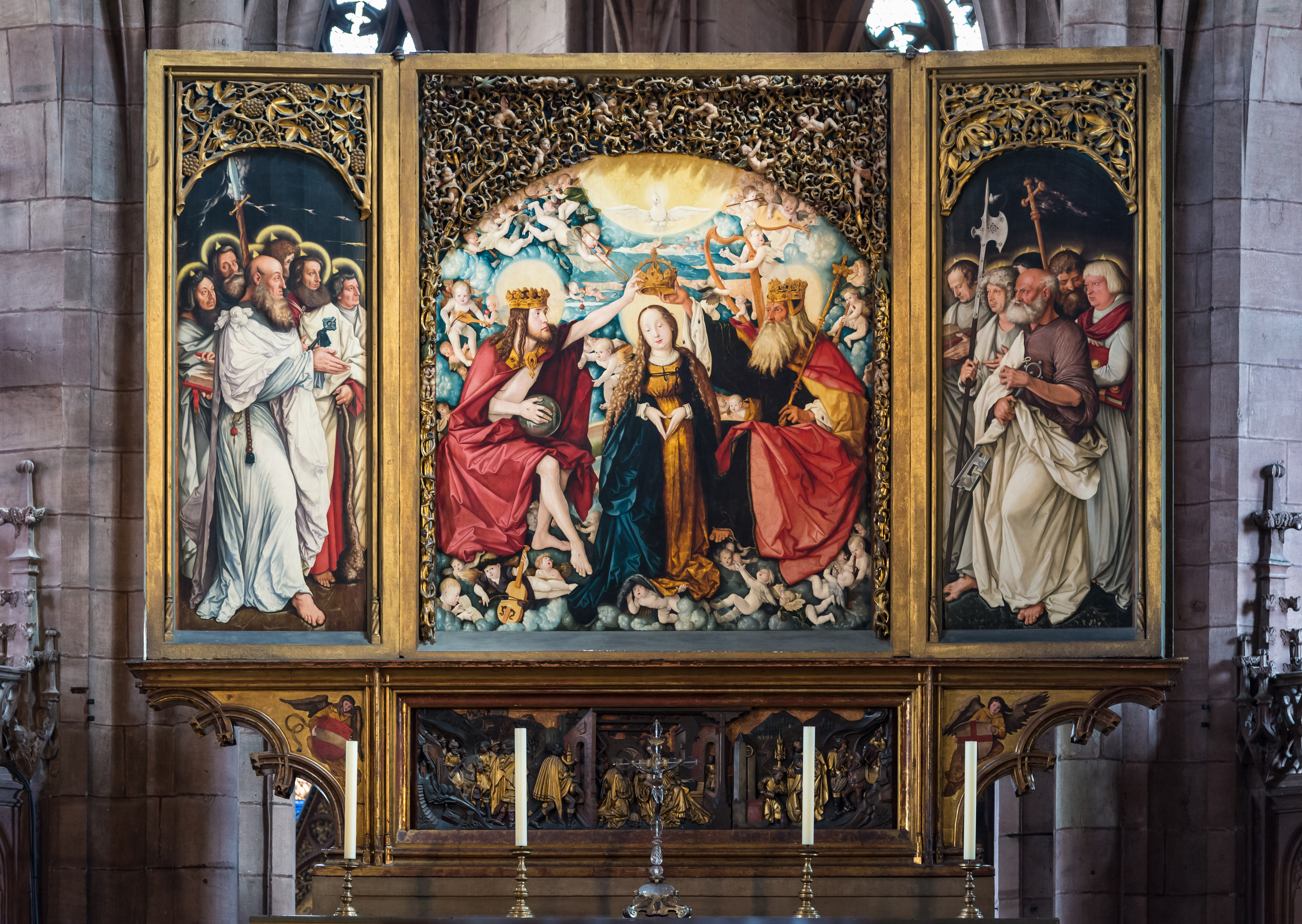
Ołtarz główny katedry Najświętszej Marii Panny we Fryburgu Bryzgowijskim, między 1512 a 1516
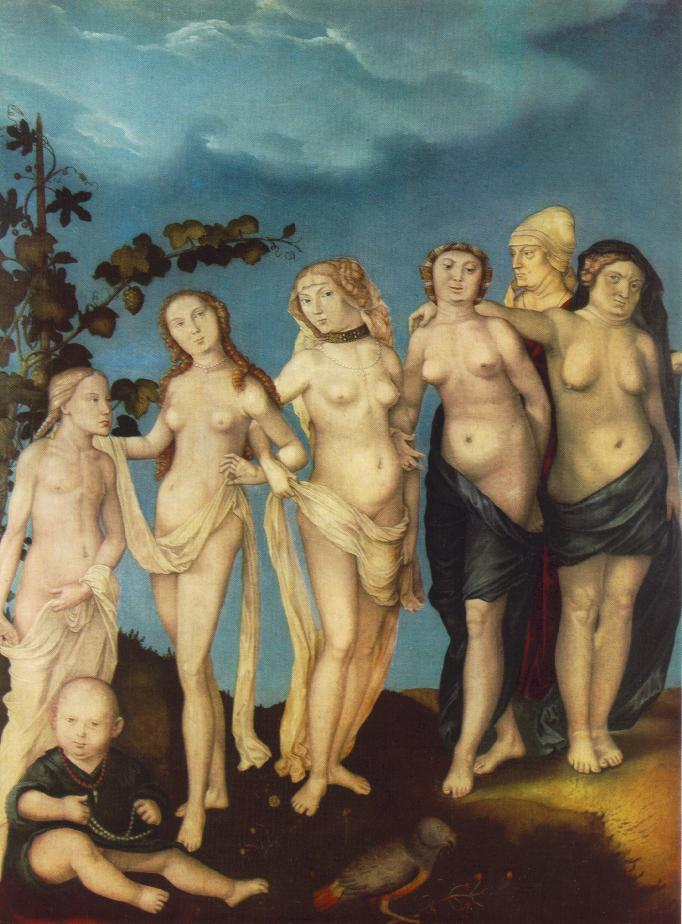
Siedem etapów życia kobiety, 1544
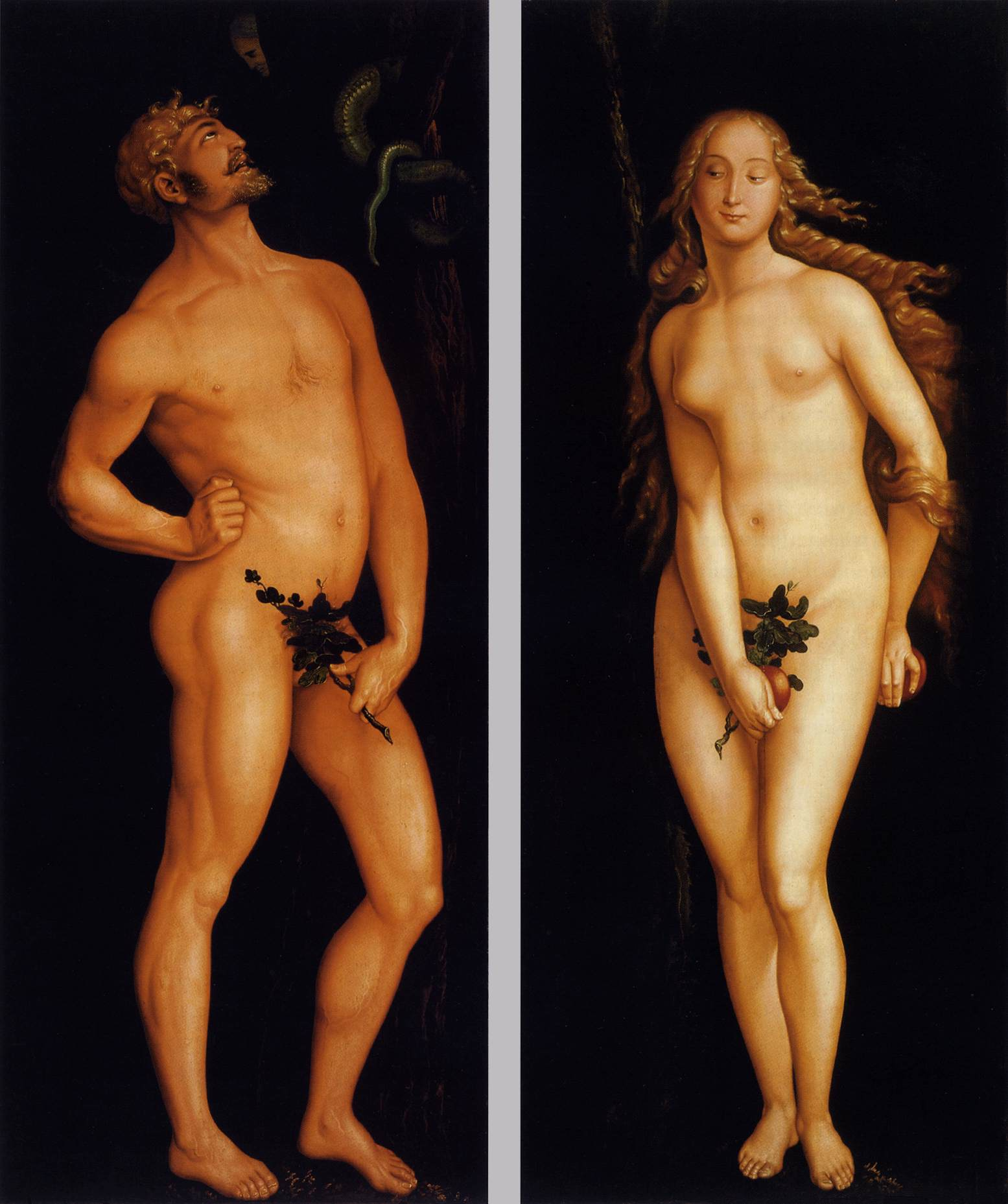
Adam i Ewa, 1524